# Реактивна психоза
Реактивна психоза је душевни поремећај настао као непосредна реакција на неки јаки стресогени догађај (нпр. тортура, силовање, порођај, развод) или снажан патогени притисак социјалне средине. Од реактивних психоза најчешће су депресија, затим параноја и схизофренија.